# Красногорский сельский округ (Московская область)
Красногорский сельский округ — упразднённая административно-территориальная единица, существовавшая на территории Мытищинского района Московской области в 1994—2006 годах.
Красногорский сельсовет был образован 14 июня 1954 года в составе Краснополянского района Московской области путём объединения Новосельцевского и Хлебниковского (селения Еремино, Капустино и Красная Горка) с/с.
3 июня 1959 года Краснополянский район был упразднён и Красногорский с/с был передан в Химкинский район.
28 июля 1960 года Химкинский район был упразднён и Красногорский с/с был передан в Мытищинский район.
1 февраля 1963 года Мытищинский район был упразднён и Красногорский с/с вошёл в Мытищинский сельский район. 11 января 1965 года Красногорский с/с был передан в восстановленный Мытищинский район.
3 февраля 1994 года Красногорский с/с был преобразован в Красногорский сельский округ.
В ходе муниципальной реформы 2004—2005 годов Красногорский сельский округ прекратил своё существование как муниципальная единица. При этом все его населённые пункты были переданы в сельское поселение Федоскинское.
29 ноября 2006 года Красногорский сельский округ исключён из учётных данных административно-территориальных и территориальных единиц Московской области.